# Vojislav Lukačević
Vojislav Lukačević (en serbio cirílico: Војислав Лукачевић; Belgrado, Reino de Serbia, 1908-ibídem, República Federativa Socialista de Yugoslavia, 14 de agosto de 1945) fue un comandante chetnik serbio en el Reino de Yugoslavia durante la Segunda Guerra Mundial. Al estallar la contienda, era capitán de las fuerzas de reserva del Real Ejército Yugoslavo.
Cuando las potencias del Eje invadieron Yugoslavia en abril de 1941, se convirtió en líder de los chetniks para la región de Sandžak y se unión al movimiento de Draža Mihailović. Aunque los chetniks eran en el fondo un movimiento anti-Eje y se involucraron en actividades de resistencia durante periodos limitados, también entablaron alianzas tácticas y ejercieron un colaboracionismo selectivo con las fuerzas de ocupación a lo largo de toda la guerra para luchar contra los partisanos yugoslavos. Así, a un nivel u otro, establecieron un modus vivendi con ellas o trabajaron como fuerzas auxiliares bajo su control. El propio Lukačević colaboró de manera extensiva con italianos y alemanes en contra de los partisanos yugoslavos hasta mediados de 1944. 
En enero y febrero de 1943, bajo el mando general del mayor Pavle Đurišić, el capitán Lukačević y sus chetniks tomaron parte en varias masacres de población musulmana de Bosnia, Herzegovina y el Sandžak. Inmediatamente después de esto, también participaron en una de las operaciones antipartisanas más importantes de la guerra, conocida como Operación Weiss, en la que lucharon codo con codo con tropas italianas, alemanas y del Estado Independiente de Croacia (NDH). El siguiente noviembre, Lukačević ultimó un acuerdo formal de colaboración con los alemanes y participó en una nueva ofensiva antipartisana, la Operación Kugelblitz.
En febrero de 1944, viajó a Londres para representar a Mihailović en la boda del rey Pedro II de Yugoslavia. Al regresar a Yugoslavia a mediados de 1944, anticipándose a un desembarco Aliado sobre la costa yugoslava, decidió romper con Mihailović y luchar contra los alemanes; sin embargo, los partisanos lo capturaron pocos meses después. Concluida la contienda, fue juzgado por colaboracionista y por crímenes de guerra, y sentenciado a muerte. Fue ejecutado en agosto de 1945.

## Primeros años
Lukačević nació en Belgrado, Reino de Serbia, en 1908, en el seno de una familia de banqueros. Trabajó para la empresa de ingeniería civil francesa Société de Construction des Batignolles. Antes de la Segunda Guerra Mundial, además, ascendió al puesto de capitán de las fuerzas de reserva del Real Ejército Yugoslavo.

## Invasión y ocupación
Tras el estallido de la Segunda Guerra Mundial, el Gobierno del regente Pablo de Yugoslavia se declaró neutral. Aun así, y con la intención de asegurar su flanco meridional para una hipotética ofensiva contra la Unión Soviética, Adolf Hitler comenzó a presionar al Reino de Yugoslavia para que firmase el Pacto Tripartito y se uniese a las potencias del Eje. Aunque con cierto retraso, el Gobierno yugoslavo se adhirió al pacto el 25 de marzo de 1941. Dos días más tarde, un golpe de Estado que no acarreó derramamiento de sangre depuso al príncipe Pablo y declaró mayor de edad al príncipe Pedro II. Tras la invasión del territorio liderada por la Alemania nazi y la capitulación yugoslava, que se produjo once días después, Lukačević huyó y se escondió en el bosque. Regresó pronto a Belgrado, sin embargo, donde supo de las actividades de Draža Mihailović. Después se marchó de la capital con otros oficiales y soldados para conformar un destacamento chetnik en la zona de Novi Pazar, región de Sandžak. El 16 de noviembre de 1941, fuerzas musulmanas de esa zona y otras albanas, llegadas desde Kosovo, lanzaron una ofensiva contra Raška y consiguieron avanzar con facilidad hacia el pueblo. Las lideraba el comandante Aćif Hadžiahmetović. La situación se tornó complicada para los defensores, por lo que hasta el propio Lukačević tuvo que participar en la defensa. El 17 de septiembre consiguieron detener el avance de las fuerzas de Hadžiahmetović y las obligaron a retroceder. Cuatro días más tarde, Lukačević tomó parte en la ofensiva de las fuerzas chetnik sobre Novi Pazar. En el verano de 1942, él y sus chetniks se enfrentaron a los partisanos en Herzegovina.

## Masacres de musulmanes
En diciembre de 1942, los chetniks de Montenegro y Sandžak se reunieron en el pueblo de Šahovići, cerca de Bijelo Polje. El mayor Pavle Đurišić, comandante chetnik serbomontenegrino, tuvo un papel destacado durante la reunión; sus resoluciones destilaban extremismo e intolerancia, así como un agenda centrada en el restablecimiento del statu quo ante bellum en Yugoslavia, que habría de implementarse previa dictadura chetnik. También reivindicó porciones de territorio de los países colindantes. En la reunión, Mihailović estuvo representado por su jefe de gabinete, el mayor Zaharije Ostojić, a quien ya había animado a emprender una campaña de terror contra la población musulmana residente en la frontera con Montenegro y el Sandžak.
En la reunión se tomó la decisión de destruir los pueblos musulmanes del distrito de Čajniče, en Bosnia. El 3 de enero de 1943, Ostojić ordenó «limpiarlo» de organizaciones de la Ustacha o musulmanas. Según el historiador Radoje Pajović, Ostojić elaboró un detallado plan en el que evitaba especificar qué se haría con la población musulmana del distrito. En cambio, las instrucciones se transmitieron de manera oral a los comandantes responsables. Los retrasos en el traslado hacia Bosnia de las fuerzas chetnik para participar en la Operación Weiss junto con los italianos permitieron al Mando Supremo del Chetnik expandir la operación de «limpieza» planeada a los distritos de Pljevlja, en el Sandžak, y Foča, en Bosnia. Se conformó una fuerza combinada de seis mil chetniks, dividida en cuatro destacamentos, cada uno de ellos con su propio comandante. Lukačević dirigió una fuerza de 1600 hombres, procedentes de Višegrad, Priboj, Nova Varoš, Prijepolje, Pljevlja y Bijelo Polje. Su fuerza conformaba uno de los cuatro destacamentos. Además, Mihailović ordenó que los cuatro quedasen encuadrados bajo el mando general de Đurišić.
A comienzos de febrero de 1943, durante su avance hacia el noroeste de Herzegovina para participar en la Operación Weiss, la fuerza combinada de chetnik masacró a grandes grupos de población musulmana en varias zonas. En un informe enviado a Mihailović y datado el 13 de febrero de 1943, Đurišić atestiguó que las fuerzas chetnik bajo su mando habían matado a cerca de 1200 combatientes musulmanes y alrededor de ocho mil ancianos, mujeres y niños; además, habían destruido todas las propiedades, a excepción del ganado, el grano y el heno, con los que se quedaron. Đurišić informó de que:

Las operaciones se llevaron a cabo siguiendo las órdenes al dedillo. [...] Todos los comandantes y unidades completaron sus tareas de manera satisfactoria. [...] Todos los pueblos musulmanes de los tres distritos arriba mencionados han sido reducidos a cenizas por completo, de tal manera que ninguna casa ha salido indemne. Se han destruido todas las propiedades, a excepción del ganado, la maíz y el heno. En ciertos lugares, se ha ordenado la recolección de forraje y comida para que podamos establecer almacenes para la comida reservada para las unidades que se han quedado en el terreno con el fin de purgarlo y buscar áreas boscosas, así como para establecer y reforzar la organización en el territorio liberado. Durante las operaciones se ha procedido a la completa aniquilación de la población musulmana, con independencia de su sexo o edad.

Las órdenes para la operación de «limpieza» preveían que los chetniks matasen a todos los combatientes musulmanes, a los comunistas y a los miembros de la Ustacha, pero que dejaran vivir a mujeres y niños. De acuerdo con Pajović, estas instrucciones se incluyeron para cerciorarse de que no quedasen pruebas escritas relativas al asesinato de civiles no combatientes. El 8 de febrero, un comandante chetnik anotó en su copia de las órdenes escritas repartidas por Đurišić que los destacamentos habían recibido órdenes adicionales, empujándolos a matar a todos los musulmanes con los que se topasen. El 10 de febrero, Jovan Jelovac, el comandante de la Brigada Pljevlja, subordinado de Lukačević, le dijo a uno de los comandantes de su batallón que había de matar a todos, de acuerdo con las órdenes llegadas de las más altas instancias. Según el historiador y catedrático Jozo Tomasevich, aunque los chetniks asegurasen que y anteriores «acciones de limpieza» fueran contramedidas pensadas para hacer frente a las agresivas actividades musulmanas, todas las circunstancias apuntan a que, en realidad, eran un logro parcial de Đurišić, a partir de la anterior directiva de Mihailović, consistente en limpiar de musulmanes el Sandžak.

## Operación Weiss
Lukačević y sus chetniks establecieron una colaboración más cercana con el Eje durante la segunda fase de la Operación Weiss, que se desarrolló en los valles de los ríos Neretva y Rama a finales de febrero de 1943 y fue una de las ofensivas antipartisanas más importantes de la guerra. Pese a que los chetniks eran, en el fondo, un movimiento anti-Eje y participaron, por periodos limitados de tiempo, en actividades marginales de resistencia, su involucramiento en esta operación es uno de los ejemplos más significativos de su colaboracionismo táctico o selectivo con las fuerzas de ocupación del Eje. En este caso, los chetniks recibieron apoyo logístico de manos de los italianos y se integraron como fuerzas auxiliares bajo su mando. A lo largo de la ofensiva, entre 12 000 y 15 000 chetniks lucharon junto a las fuerzas italianas, y Lukačević y sus fuerzas también pelearon codo con codo con tropas alemanas y croatas frente a los partisanos.
En febrero de 1943, durante la segunda fase de la Operación Weiss, Lukačević y sus chetniks, apoyadas por el Regio Esercito italiano, se hicieron con el control del pueblo de Konjic, a orillas del río Neretva. Gracias a los refuerzos alemanes y del NDH, así como de algunos chetniks más, la fuerza combinada consiguió resistir durante siete días a los ataques partisanos. La primera de estas ofensivas la lanzaron dos batallones de la 1.ª División Proletaria el 19 de febrero, y le siguieron repetidos ataques de la 3.ª División de Asalto entre el 22 y el 26 de febrero. Incapaces de hacerse con el pueblo y el importante puente sobre el Neretva, los partisanos se vieron finalmente obligados a cruzarlo aguas abajo, a la altura de Jablanica. Ostojić era consciente de la colaboración de Lukačević con tropas alemanas y del NDH en Konjic, pero, en su juicio, Mihailović negó saberlo, llegando a aseverar que era Ostojić quien controlaba los enlaces de comunicación y se quedaba con la información que obtenía. Durante el combate en Konjic, los alemanes también apoyaron a Lukačević con tropas y munición. Tanto él como Ostojić eran críticos acérrimos de las tácticas empleadas por Mihailović durante la Operación Weiss, que tildaban de atrevidas pero imprudentes; asimismo, lo culpaban del fracaso de los chetniks a la hora de contener a los partisanos en Neretva.
En septiembre de 1943, inmediatamente después de la capitulación italiana, la División Venezia, guarnecida en Berane, se rindió ante el coronel S. W. Bailey, de la Dirección de Operaciones Especiales, y el mayor Lukačević, pero este y sus tropas no pudieron controlar a los italianos que se habían rendido. Varias formaciones partisanas arribaron al lugar poco después y los convencieron para que se les unieran.

## Colaboración con los alemanes
Ese mismo mes, el teniente coronel de los Estados Unidos Albert B. Seitz y el teniente George Musulin, acompañados del brigadier británico Charles Armstrong, llegaron en paracaídas al Territorio del Comandante Militar en Serbia. En noviembre, Seitz y otro oficial de enlace estadounidense, el capitán Walter R. Mansfield, llevaron a cabo una visita de inspección por las áreas bajo control chetnik, incluida la de Lukačević. A lo largo de esta, presenciaron enfrentamientos entre chetniks y partisanos. Dada su relativa libertad de movimiento, los estadounidenses dieron por hecho que los chetniks controlaban el territorio por el que se estaban moviendo. Sin embargo, pese a la admiración que Seitz mostró por Lukačević, el líder chetnik estaba ya colaborando con los alemanes al mismo tiempo que recibía a los estadounidenses.
A mediados de noviembre, el mayor Lukačević era el líder de los destacamentos chetnik con base en Stari Ras, cerca de Novi Pazar, en la región de Sandžak. El día 13, su representante selló un acuerdo de colaboración formal (Waffenruhe-Verträge, en alemán) con el del Comandante Militar germano para el sureste de Europa, el general de infantería —o teniente coronel— Hans Felber. La firma se produjo el 19 de noviembre e incluía una gran parte del Sandžak y del Territorio del Comandante Militar en Serbia; ejercían de límite Bajina Bašta, los ríos Drina y Tara, Bijelo Polje, Rožaje, Kosovska Mitrovica, el río Ibar, Kraljevo, Čačak y Užice. También como parte del acuerdo, a Lukačević se le asignó un enlace alemán para que le aconsejara en asuntos tácticos y relativos a la cooperación y el aprovisionamiento de armas y munición. El primer ministro británico, Winston Churchill, tuvo acceso al texto del acuerdo entre Lukačević y Felber, lo que le llevó a cambiar la postura británica respecto de Mihailović.
A comienzos de diciembre, los chetniks de Lukačević participaron en la Operación Kugelblitz, la primera de una serie en la que tomaron parte la 1.ª División de Montaña y la 7.ª División de Montaña SS Prinz Eugen alemanas, y partes de la 42.ª División Jäger, la 369.ª División de Infantería croata y la 24.ª División búlgara. Los partisanos evitaron enzarzarse en peleas definitivas y la operación concluyó el 18 de diciembre. También a lo largo de ese mes, el líder de las SS para la región de Sandžak, el SS-Standartenführer Karl von Krempler, dio permiso a los serbios locales para unirse a los chetniks de Lukačević. El día 22, poco después de la conclusión de la Operación Kugelblitz, el Oberst (coronel) Josef Remold emitió una orden del día en la que alababa a Lukačević por su lucha entusiasta contra los partisanos en Sandžak y le permitía quedarse con algunas de las armas con las que se había hecho.

## Ruptura con Mihailović
A mediados de febrero de 1944, Lukačević, Baćović y otro oficial acompañaron a Bailey a la costa meridional de Dubrovnik, concretamente a Cavtat, desde donde fueron evacuados en un cañonero de la Marina Real británica. Es probable que el entendimiento entre Lukačević y los alemanes facilitara su paso por el territorio ocupado por estos. En cierto momento, a Lukačević lo invitaron a una comida con el comandante de la guarnición de una localidad cercana, pero este rechazó la oferta. Viajó después con los demás a Londres, pasando por El Cairo; en la capital británica representó a Mihailović en la boda del rey Pedro, que se celebró el 20 de marzo de 1944. Después de que el Gobierno británico decidiera retirar su apoyo a Mihailović, Lukačević y sus chetniks quedaron sin poder regresar a Yugoslavia, al menos hasta que la misión británica liderada por Armstrong fuese evacuada del territorio ocupado con seguridad. Los británicos detuvieron a Lukačević y sus acompañantes en Bari; además, las autoridades locales buscaron con exhaustividad entre sus pertenencias, dado que sospechaban que eran los autores de un robo ocurrido tiempo atrás en el consulado yugoslavo en El Cairo. Se les incautaron la gran mayoría del dinero, joyas y cartas que portaban consigo. El 30 de mayo despegaron de Bari y aterrizaron poco después en una pista improvisada en Čačak. PUesto que su aterrizaje coincidió con la partida de Armstrong, Lukačević y Baćović exigieron la retención de Arsmtrong hasta que les devolviesen sus pertenencias incautadas. Los chetniks desplazados hasta la pista de aterrizaje se negaron a retener a Armstrong por más tiempo y este pudo partir sin incidentes.
A mediados de 1944, después de que Mihailović fuera destituido de su puesto en el ministerio del Ejército, la Marina y las Fuerzas Aéreas como consecuencia de la disolución del Gobierno de Božidar Purić por parte del rey Pedro,, Lukačević trató de contactar por su cuenta con los Aliados en Italia, con la esperanza de «entendernos para la lucha contra el enemigo común». Fracasadas las conversaciones, Lukačević anunció en agosto de 1944 que él y otros comandantes chetnik del este de Bosnia, el este de Herzegovina y la región Sandžak iban a dejar de obedecer las órdenes de Mihailović; en cambio, conformaron un movimiento de resistencia independiente, encaminado a luchar contra las fuerzas de ocupación y contra aquellos que colaborasen con ellas. A comienzos de septiembre, comunicó al pueblo sus razones para atacar a los alemanes. El 19 de octubre, propuso que los chetniks diesen un giro a su política, acogiesen con los brazos abiertos al Ejército Rojo como fuerza de liberación y se pusiesen a las órdenes de un general ruso. Trató también de alcanzar un pacto de no agresión con los partisanos.
Inmediatamente después, desplegó sus 4500 chetniks en el sur de Herzegovina y, durante varios días, atacó a la 369.ª División de Infantería croata y lanzó ofensivas sobre la línea ferroviaria que unía Trebinje con Dubrovnik; en estas, se hizo con algunos pueblos y centenares de prisioneros. Mihailović destituyó a Lukačević formalmente y pidió a otros comandantes chetnik que actuaran en su contra. Sin embargo, los partisanos, a sabiendas de que Lukačević estaba intentando sumarse a un temido desembarco británico sobre la costa adriática, lo atacaron el 25 de septiembre; capturaron primero su baluarte en Bileća y después lo derrotaron con cierta contundencia. Lukačević se retiró hasta Foča con varios centenares de chetniks y después marchó a la zona de Bileća con la esperanza de unirse a los pequeños destacamentos de tropas británicas que habían llegado hasta allí para apoyar a los partisanos. Sin embargo, estos lo capturaron.

## Juicio y ejecución
Un tribunal militar juzgó a Lukačević y otros acusados en Belgrado entre el 28 de julio y el 9 de agosto de 1945. Se le acusaba de liderar la masacre de Foča, participar en el exterminio de población musulmana, colaborar con las fuerzas de ocupación y el Gobierno títere del general Milan Nedić y cometer crímenes contra los partisanos. Fue declarado culpable de varios delitos y fusilado el 14 de agosto de 1945.

### Citas
1. 1 2  Pajović, 1987, p. 107.
2. ↑  Dedijer y Miletić, 1990, p. 439.
3. ↑  Pavlowitch, 2008, p. 8.
4. ↑  Pavlowitch, 2008, pp. 10-13.
5. ↑  Milazzo, 1975, p. 15.
6. ↑  Živković, 2011, p. 253.
7. ↑  Ćuković, 1964, pp. 175-176.
8. ↑  G-2 (PB) (1944). The Četniks: A Survey of Četnik Activity in Yugoslavia, April 1941 – July 1944. Caserta, Italia: Sede central de las Fuerzas Aliadas.
9. ↑  Pavlowitch, 2008, p. 112.
10. ↑  Tomasevich, 1975, p. 171.
11. ↑  Milazzo, 1975, p. 109.
12. ↑  Pajović, 1987, pp. 59-60.
13. 1 2  Tomasevich, 1975, pp. 258-259.
14. ↑  Judah, 2000, pp. 120-121.
15. ↑  Pajović, 1987, p. 60.
16. ↑  Tomasevich, 1975, pp. 239-241.
17. ↑  Milazzo, 1975, p. 123.
18. ↑  Tomasevich, 1975, p. 240.
19. ↑  Pavlowitch, 2008, p. 152.
20. 1 2  Milazzo, 1975, p. 182.
21. ↑  Milazzo, 1975, pp. 103-105.
22. ↑  Tomasevich, 1975, p. 233.
23. ↑  Tomasevich, 1975, p. 236.
24. ↑  Tomasevich, 1975, pp. 231-243.
25. 1 2 3  Tomasevich, 1975, p. 239.
26. ↑  Tomasevich, 1975, pp. 239-243.
27. ↑  Tomasevich, 1975, p. 247.
28. ↑  Tomasevich, 1975, p. 250.
29. ↑  Tomasevich, 1975, p. 360.
30. ↑  Tomasevich, 1975, p. 373.
31. ↑  Hehn, 1971, p. 350.
32. ↑  Tomasevich, 1975, pp. 374-375.
33. ↑  Tomasevich, 1975, pp. 321-321.
34. ↑  Roberts, 1987, pp. 157 y 337.
35. ↑  Tomasevich, 1975, pp. 324-325.
36. 1 2  Tomasevich, 1975, p. 331.
37. ↑  Pavlowitch, 2008, p. 198.
38. ↑  Tomasevich, 1975, p. 398.
39. ↑  Roberts, 1987, pp. 156-157, 207 y 342.
40. ↑  Tomasevich, 1975, p. 309.
41. ↑  Tomasevich, 1975, p. 370.
42. ↑  Tomasevich, 1975, pp. 369 y 425.
43. ↑  Tomasevich, 1975, pp. 425-426.
44. 1 2 3  Tomasevich, 1975, p. 426.
45. ↑  Tomasevich, 1975, p. 395.
46. ↑  Tomasevich, 1975, pp. 426-427.
47. 1 2 3 4  Tomasevich, 1975, p. 427.
48. ↑  Pavlowitch, 2008, p. 232.

#### Libros
- Ćuković, Mirko (1964). Sandžak. Nolit-Prosveta.
- Dedijer, Vladimir; Miletić, Antun (1990). Genocid nad Muslimanima, 1941–1945 (en serbocroata). Sarajevo: Svjetlost. ISBN 978-8-60101-525-8.
- Judah, Tim (2000). The Serbs: History, Myth and the Destruction of Yugoslavia (segunda edición). New Haven: Yale University Press. ISBN 978-0-300-08507-5.
- Milazzo, Matteo J. (1975). The Chetnik Movement & the Yugoslav Resistance. Baltimore: Johns Hopkins University Press. ISBN 978-0-8018-1589-8.
- Pajović, Radoje (1987). Pavle Đurišić (en serbocroata). Zagreb: Centar za informacije i publicitet.
- Pavlowitch, Stevan K. (2008). Hitler's New Disorder: The Second World War in Yugoslavia. Nueva York: Columbia University Press. ISBN 978-1-85065-895-5.
- Roberts, Walter R. (1987). Tito, Mihailović and the Allies: 1941–1945 (3rd edición). New Brunswick, NJ: Duke University Press. ISBN 978-0-8223-0773-0.
- Tomasevich, Jozo (1975). War and Revolution in Yugoslavia, 1941–1945: The Chetniks. Stanford: Stanford University Press. ISBN 978-0-8047-0857-9.

#### Otras publicaciones
- Hehn, Paul N. (1971). «Serbia, Croatia and Germany 1941–1945: Civil War and Revolution in the Balkans». Canadian Slavonic Papers (University of Alberta) 13 (4): 344-373. JSTOR 40866373.
- Živković, Milutin (2011). «Dešavanja u Sandžaku od julskog ustanka do kraja 1941 godine». Baština (en serbian) (Priština, Leposavić: Institute for Serbian Culture) 31. Consultado el 12 de junio de 2014.